# Prinses Marielaan (Baarn)

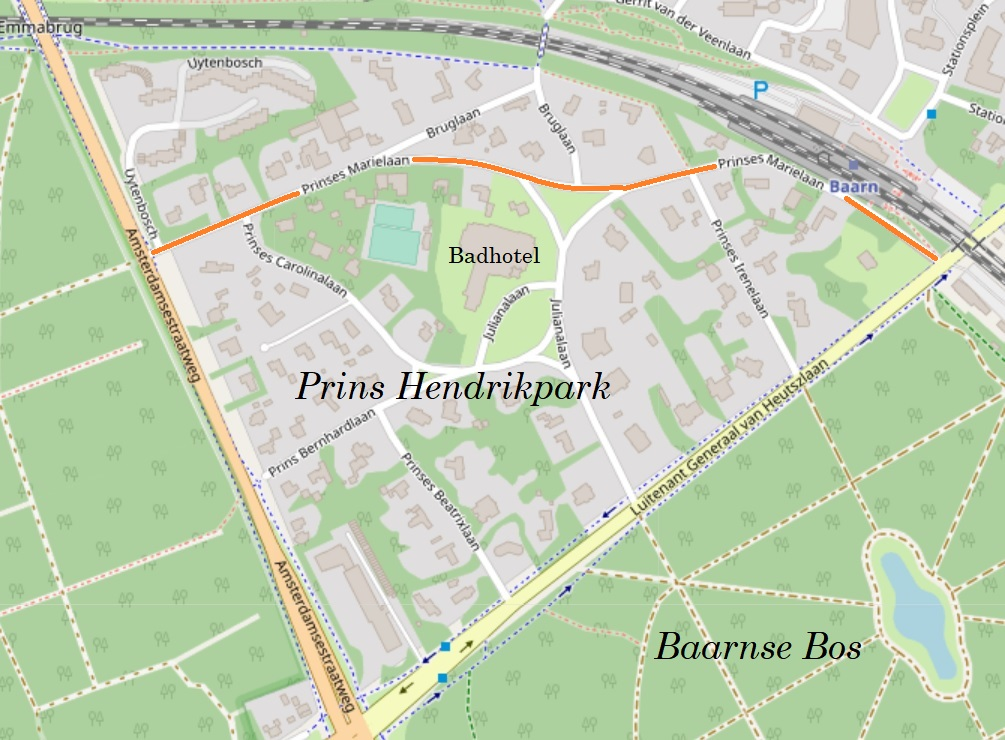
Prinses Marielaan

De Prinses Marielaan is een straat in het Prins Hendrikpark in Baarn. De straat is vernoemd naar Marie van Oranje-Nassau (1841-1910). De lange en gebogen laan verbindt de Amsterdamsestraatweg met de Generaal Van Heutszlaan. Bij aanleg heette de weg Sanatoriumlaan, genoemd naar de ellips rond het Sanatorium, meestal Badhotel genoemd.. Deze naam werd in 1912 bij raadsbesluit gewijzigd in Prinses Marielaan. Aan de laan staan grote villa's met royale tuinen. De vier koetshuizen aan de straat staan dicht bij elkaar, waarschijnlijk om het aanzicht van de grote villa's met royale tuinen zo min mogelijk te schaden.
Monumenten in deze straat:
- Wisteria; Prinses Marielaan 2
- Vreedewold; Prinses Marielaan 6
- Prinses Marielaan 8
- Polyhymnia; Prinses Marielaan 10
- Prinses Marielaan 11; Prinses Marielaan 11
- Villa Sylva; Prinses Marielaan 13
- Prinses Marielaan 21-25